# Клеймёнов, Александр Анатольевич
Александр Анатольевич Клеймёнов (род. 20 ноября 1958 года) — советский ватерполист, российский и испанский ватерпольный тренер.

## Карьера
Окончив московскую среднюю школу № 36, играл за университетские команды МГУ и МЭИ, окончил Московский университет.
Александр Клеймёнов в составе сборной СССР на чемпионате мира 1982 года в эквадорском Гуаякиле стал чемпионом мира. За это достижение А. А. Клеймёнов был удостоен спортивного звания мастера спорта международного класса. После чемпионата мира перешёл в ЦСК ВМФ.
С 1988 года играл в Венгрии и Испании. После завершения спортивной карьеры — на тренерской работе. Получил испанское гражданство и начинал тренировать в Испании.
В 2003—2009 годах возглавлял женскую сборную России и «Кинеф-Сургутнефтегаз», также работал и с молодёжной сборной.
В июле 2009 года А. Клейменов уехал в КНР, где возглавил женскую сборную Китая и клуб «Тяньцзинь». В 2013 году китаянки под руководством А. А. Клейменова в финале Мировой лиги выиграли у россиянок, ведомых Михаилом Накоряковым.
Заслуженный тренер России.